# Raymond Basset
Denis Raymond Basset (París, 1883 – ?) va ser un esportista francès que va competir a cavall del segle xix i el segle xx. El 1900 va prendre part en els Jocs Olímpics de París en la prova del joc d'estirar la corda, en què guanyà la medalla de plata formant part de l'equip francès.